# Jean Bouhey
Jean Bouhey est un homme politique, socialiste, et un résistant français né le 28 octobre 1898 à Villers-la-Faye (Côte-d'Or) et mort à Paris le 12 juin 1963.

## Biographie

### Le militant socialiste
Fils de Jean-Baptiste Bouhey-Allex, député SFIO de Dijon jusqu'à sa mort en 1913, Jean Bouhey fait ses études au lycée de Dijon, puis au lycée Louis-le-Grand à Paris. Il s'inscrit ensuite à la faculté des sciences de Dijon, mais ses études sont interrompues par sa mobilisation, en avril 1917. Pour son comportement au front, il reçoit la croix de guerre 1914-1918. Il sort de la Première Guerre mondiale raffermi dans ses convictions socialistes, patriotes et pacifistes.
Il adhère à la SFIO en 1919, intègre la section de Nuits-Saint-Georges, celle de son père et de son frère aîné, Charles, médecin et militant socialiste né en 1882, qui sera résistant comme Jean mais qui échouera dans la conquête de mandats électifs. Il devient le secrétaire de cette section en 1922 lorsqu'elle est reconstituée au lendemain de l'éclatement de la SFIO à la suite du congrès de Tours de 1920 et de la naissance du Parti communiste. Il représente la fédération socialiste de la Côte-d'Or à plusieurs congrès, notamment à celui de Lille, en février 1923.
Il est élu maire de Villers-la-Faye en 1925 et conseiller général de Nuits-Saint-Georges en 1931. Son père avait occupé cette fonction durant 24 ans. Il est constamment réélu jusqu'en 1940.
Il échoue aux élections législatives en 1928 et de peu à celles de 1932. Ce viticulteur-négociant demeurant à Villers-la-Faye soutient la petite exploitation privée. Sa profession de foi de 1928 montre son attachement à la petite propriété et rappelle que « nos vignerons bourguignons, pour la plupart, exploitent eux-mêmes leurs propriétés ». Il est l'un des deux vice-présidents de la Fédération départementale des élus socialistes, constituée en juillet 1935 et présidée par le député-maire de Dijon Robert Jardillier.
Il milite aussi à la Libre-pensée, comme son père, et à la Ligue des droits de l'homme, jusqu'à la Seconde Guerre mondiale.

### Le député antimunichois
Il est élu en 1936 député de Beaune contre le député sortant Auguste Jacot dans le contexte électoral du Front populaire grâce en partie au soutien de la fédération radicale-socialiste même si son candidat, le maire de Beaune, Roger Duchet, a rechigné à se désister pour lui au second tour. Il est victorieux là où son père n'avait jamais réussi à l'emporter. Dans sa profession de foi publiée cette année-là, il déclare : « Nous sommes des partisans forcenés de la paix universelle ». Il manifeste cependant une position ferme face au danger nazi, qui ne varie pas dans les années qui suivent.
Il lance en janvier 1937 avec son frère Charles, Robert Jardillier, Eugène Marlot, Marius Bongrand et Georges Vandeschrick, un quotidien régional républicain et socialiste, La Bourgogne républicaine, dont il est le directeur et qui tire à plus de 20 000 exemplaires à la fin des années 1930.
Il est le seul député socialiste à voter contre les accords de Munich le 4 octobre 1938 et l'un des deux députés non-communistes à faire ainsi, avec le député de droite Henri de Kérillis. Selon François Paulhac, Bouhey était absent ce jour-là et avait laissé un ordre de voter contre. Il aurait pris soin de rectifier son vote à la demande de Léon Blum, président du groupe parlementaire, dont il n'a pas respecté la discipline de vote. Selon l'historienne Noëlline Castagnez, plusieurs députés socialistes voulaient voter contre les accords (Salomon Grumbach, Jules Moch, Jean Pierre-Bloch, Eugène Thomas, Amédée Guy, Elie Bloncourt, outre Bouhey), mais Vincent Auriol, en tant que président (ou secrétaire ?) du groupe, fait en sorte de rectifier leur vote, et seul Bouhey échappe à ses pressions. Elle se fonde en partie sur le témoignage de Jean Pierre-Bloch, qui souligne la division irréductible du groupe entre munichois et antimunichois, la volonté d'un petit groupe de députés antimunichois (comprenant Bouhey, Camel, Lapie, Eugène Thomas, Izard, Guy, Lagrange, Vienot, Bloncourt et lui-même) d'« attaquer de front » leurs collègues avant le vote, mais Blum essaie de sauvegarder l'unité du parti et réussit à « enlever le vote du groupe ». Il cite Auriol comme président du groupe, ferme sur sa volonté de faire régner la discipline et qui convoque tous les récalcitrants. Huit refusent de se plier à la discipline du groupe mais le secrétaire général du groupe parlementaire dispose depuis 1936 d'un blanc-seing en vue d'une délégation de vote. Or « seul notre camarade Bouhey prit la précaution de retirer, la veille du scrutin, son blanc-seing. Il oublia de nous avertir, pensant probablement que nous agirions de même. Vincent Auriol se rend, avant le vote, à la questure et fait savoir qu'unanime le groupe votera la confiance. Ainsi tous les socialistes, à l'exception de Bouhey, se retrouvent sous la bannière honteuse des munichois ».
Quelques jours plus tard, il qualifie les accords de « honteuse capitulation » dans La Bourgogne républicaine. Son article est reproduit intégralement par le quotidien communiste L'Humanité :

« Mon vote, que je ne regrette pas (…) est le vote d'un représentant du peuple français, extrêmement inquiet sur le sort de son pays. On a beaucoup parlé d'un Sedan diplomatique. C'est pire, à mon avis, c'est un Sadowa qui doit engendrer des conséquences terrifiantes pour notre pays (…). Toutes les larmes de crocodile que des milliers de Français vont verser n'empêchent pas que la paix reste plus précaire que jamais (…), que l'accord de Munich n'est qu'une honteuse capitulation (…) que nos amis tchèques sont désormais en servitude (…), que notre pays a cessé d'être une grande puissance (…), que la parole de la France ne compte plus, (…) que Bonnet [ministre des affaires étrangères] ira s'asseoir au banc de l'histoire, à côté du maréchal Bazaine (…). Où en sommes-nous aujourd'hui, où allons-nous demain ? Aujourd'hui, il ne fait de doute pour personne que la France est complètement isolée (…). Demain ? Le sujet est plus délicat et plus troublant. Il s'agit de prévoir l'avenir, pour ce faire, relisons Mein Kampf. (…) Avant de se lancer à la conquête des terres slaves, il faut que la Germanie règle ses comptes avec la France, selon l'expression cruelle qu'emploie Hitler à tout instant dans son livre. Pour cela, il faut l'isoler, l'encercler et la désagréger intérieurement. (…) La désagrégation intérieure fait partie du domaine du Dr Goebbels, premier chef de propagande du monde. Trois slogans, aussi simples que frappants, à l'usage des Français : Mort aux Juifs ! Les étrangers à la porte ! Les communistes veulent la guerre ! »

En décembre 1938, il prend la parole pour la première fois dans un congrès national de la SFIO et assume son vote contre Munich : « Je ne me vante d'aucune indiscipline. J'ai d'ailleurs offert au président du groupe parlementaire de lui remettre mon mandat. Mais si c'était à refaire, je le referais. Et je pense que je ne serais plus seul (…) C'est donc avec la certitude de traduire la volonté socialiste sur le triple plan parlementaire, national et international [allusion aux députés britanniques du Parti travailliste, opposés aux accords de Munich] que je me suis dressé contre les accords de Munich, qui ne sont pas seulement une honteuse capitulation, mais, si ce n'était tragique, une farce formidable. Il y a plus. Quand un désastre se produit, on cherche les responsables. Or Munich est un désastre pour le pays, pour les libertés et pour la paix. (…) Nombreux sont les socialistes qui n'acceptent pas de vivre sous la paix germanique, hitlérienne ». Le compte-rendu de L'Humanité lui fait dire : « Si Munich a ouvert les yeux d'un certain nombre se socialistes, il y en a encore trop qui ne voient pas l'état véritable de l'Europe où s'applique la loi de la jungle », ce qui est une condamnation du courant pacifiste puissant au sein de la SFIO.
En 1939, il fait partie du comité de rédaction du bimensuel Agir, organe des socialistes partisans de la fermeté à l'égard d'Hitler, aux côtés notamment de Georges Monnet, son directeur, Pierre Brossolette, Daniel Mayer, Léo Lagrange, Tanguy Prigent ou Jean Pierre-Bloch. Il tient en février à Nuits-Saint-Georges une réunion commune avec le député communiste Waldeck Rochet tonnant contre Munich et pour l'Espagne républicaine. Il appuie la motion portée par Léon Blum au congrès de 1939 contre la motion pacifiste de Paul Faure.

### Le résistant
En septembre 1939, il est engagé volontaire dans le 227e régiment d'infanterie. Fait prisonnier en juillet 1940, il ne peut participer au vote sur les pleins pouvoirs au maréchal Philippe Pétain.
Libéré en août 1941, en tant qu'ancien combattant, il s'engage très activement dans la Résistance. Il adhère au Comité d'action socialiste de la zone occupée et dirige un journal clandestin, L'Espoir, à partir de 1942. Il échappe de justesse à la Gestapo. Le 3 octobre 1943, il est nommé par la France libre Commissaire de la République pour les régions de Bourgogne et Franche-Comté. À ce titre, il met en place les comités de libération dans chaque département, notamment à Dijon en novembre 1943 et en Haute-Marne, coordonne l'action des préfets et crée le maquis de l'Yonne. Une blessure l'oblige à céder son poste à son adjoint Jean Mairey quelques jours avant la libération de Dijon ; il est en effet blessé à la tête début septembre 1944. Un maquisard du maquis Bayard en Côte-d'Or a tiré sur l'automobile de l'officier venu diriger ce maquis alors que Bouhey se trouvait à ses côtés.

### Le député socialiste de la IVe République
La Bourgogne républicaine peut reparaître à la Libération dans la mesure où elle avait cessé de paraître en juin 1940. Bouhey en est le directeur politique jusqu'en 1957 et l'éditorialiste. Le résistant Pierre Brantus est son directeur administratif et son directeur général en 1957.
En 1945, il retrouve ses mandats locaux et son mandat de député. Il figure en tête de la liste socialiste qui a deux élus (l'autre député étant le résistant Claude Guyot). Il préside le conseil général de la Côte-d'Or de 1946 à 1947. Réélu député en 1946, 1951 et 1956, il est le seul député socialiste du département durant la IVe République, de 1946 à 1958.
Il fait partie de la fraction de la SFIO opposée à la Communauté européenne de défense alors que la direction de son parti y est favorable. Il est demeuré germanophobe depuis la guerre et craint encore la renaissance du militarisme allemand. En outre, il estime que l'armée européenne entraîne « le dessaisissement total de la souveraineté nationale », ce qui est, selon lui, « un nouveau Munich ». Comme il ne respecte pas la discipline de vote du groupe parlementaire de la SFIO, notamment lors de ses votes à la commission des affaires étrangères, à l'instar d'autres députés socialistes, des sanctions sont prises contre lui et ces autres députés par le comité directeur du parti socialiste, dirigé par Guy Mollet. Il apparaît isolé au sein de la fédération départementale.
Il fait ensuite partie de la minorité qui s'oppose à Guy Mollet, président du conseil en 1956-1957, à propos de sa politique en Algérie et de la crise du canal de Suez, alors que la fédération de la Côte d'Or soutient Mollet.
Il ne se porte plus candidat à une élection après le retour au pouvoir du général de Gaulle en 1958.

### Sous la Ve République
Si comme parlementaire il a soutenu l'arrivée de Charles de Gaulle au pouvoir en mai 1958, il appelle en revanche à voter non au référendum du 28 septembre 1958 portant sur la constitution de la Ve République et juge que si de Gaulle est « un homme d’État de tout premier ordre », une constitution doit être faite pour durer et « pour une nation, pas pour un homme ».
Il appelle cependant à voter oui au référendum sur l'autodétermination en Algérie de janvier 1961 et déclare que « seule la politique du président de la République peut nous conduire à une formule où chacun aura la place qui lui revient et où les idées de concorde et de détente devraient remplacer les intérêts particuliers ».
Son fils, prénommé Jean, médecin comme son oncle Charles, professeur à la faculté de médecine de Dijon, sera également militant socialiste, et suppléant d'un candidat socialiste aux législatives de 1968 à Dijon.

## Hommages
- À Dijon, un rond-point situé dans le quartier Clemenceau-Auditorium a été dénommé « Place Jean-Bouhey »
- À Longvic, le stade de football porte le nom de « Stade municipal Jean-Bouhey »